# Mezoregion Sul Baiano

Mezoregion Sul Baiano

Mezoregion Sul Baiano – mezoregion w brazylijskim stanie Bahia, skupia 70 gmin zgrupowanych w trzech mikroregionach. Liczy 54.831,9 km² powierzchni.

## Mikroregiony
- Ilhéus-Itabuna
- Porto Seguro
- Valença